# Río Grande Mascicuri
Río Grande Mascicuri (Reserva Forestal Río Grande Mascicuri) ist ein Waldreservat im südamerikanischen Anden-Staat Bolivien.
Das Waldreservat hat eine Fläche von 2.420 km² und erstreckt sich links und rechts des bolivianischen Río Grande von Km 465 bis Km 610 im Grenzgebiet zwischen dem Departamento Chuquisaca und dem Departamento Santa Cruz.
Die Schluchten des Río Grande und seiner Seitentäler in dieser Region erlangten im Jahr 1967 internationale Aufmerksamkeit, als der kubanische Revolutionär Che Guevara hier am 8. Oktober in der Schlucht Quebrada del Churo (auch: „Quebrada del Yuro“) von bolivianischen Regierungstruppen aufgespürt und am folgenden Tag erschossen wurde.
Koordinaten: 19° 10′ 0″ S, 64° 0′ 0″ W